# Silvestriola tyrophagi
Silvestriola tyrophagi är en tvåvingeart som först beskrevs av Anna V. Dombrovskaja 1940.  Silvestriola tyrophagi ingår i släktet Silvestriola och familjen gallmyggor.
Artens utbredningsområde är Ukraina. Inga underarter finns listade i Catalogue of Life.